# Bazar

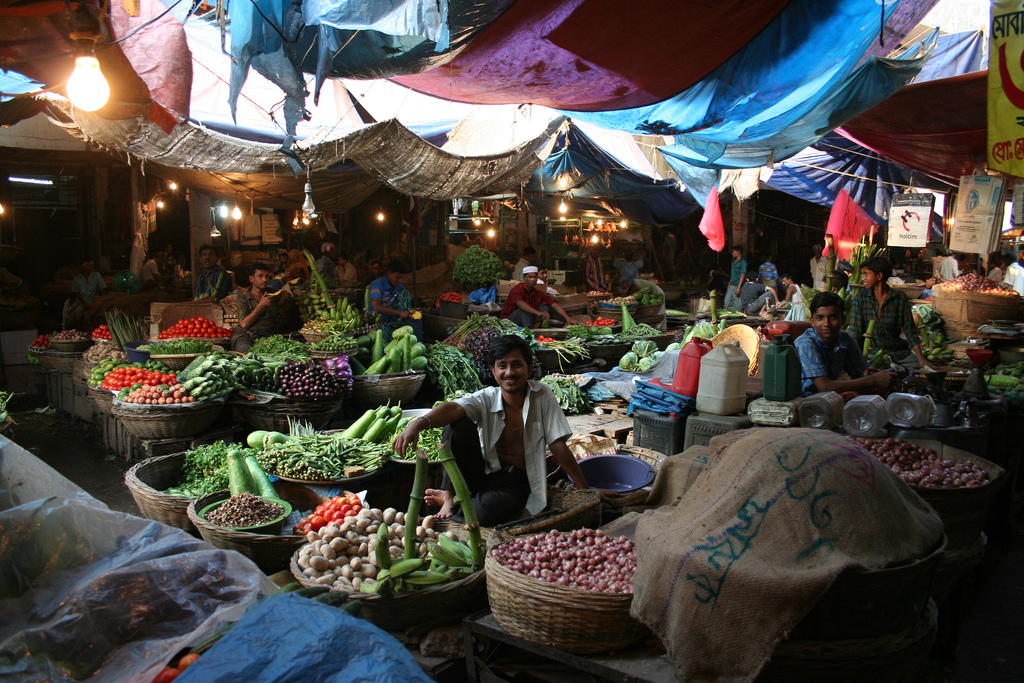
Bazar in Bangladesh

Un bazar è un'area permanentemente vocata al commercio ed è costituita da un insieme abbastanza vario di vie e larghi in cui s'affacciano negozi di beni commerciali di varia natura e di servizi ad essi per lo più dedicati.

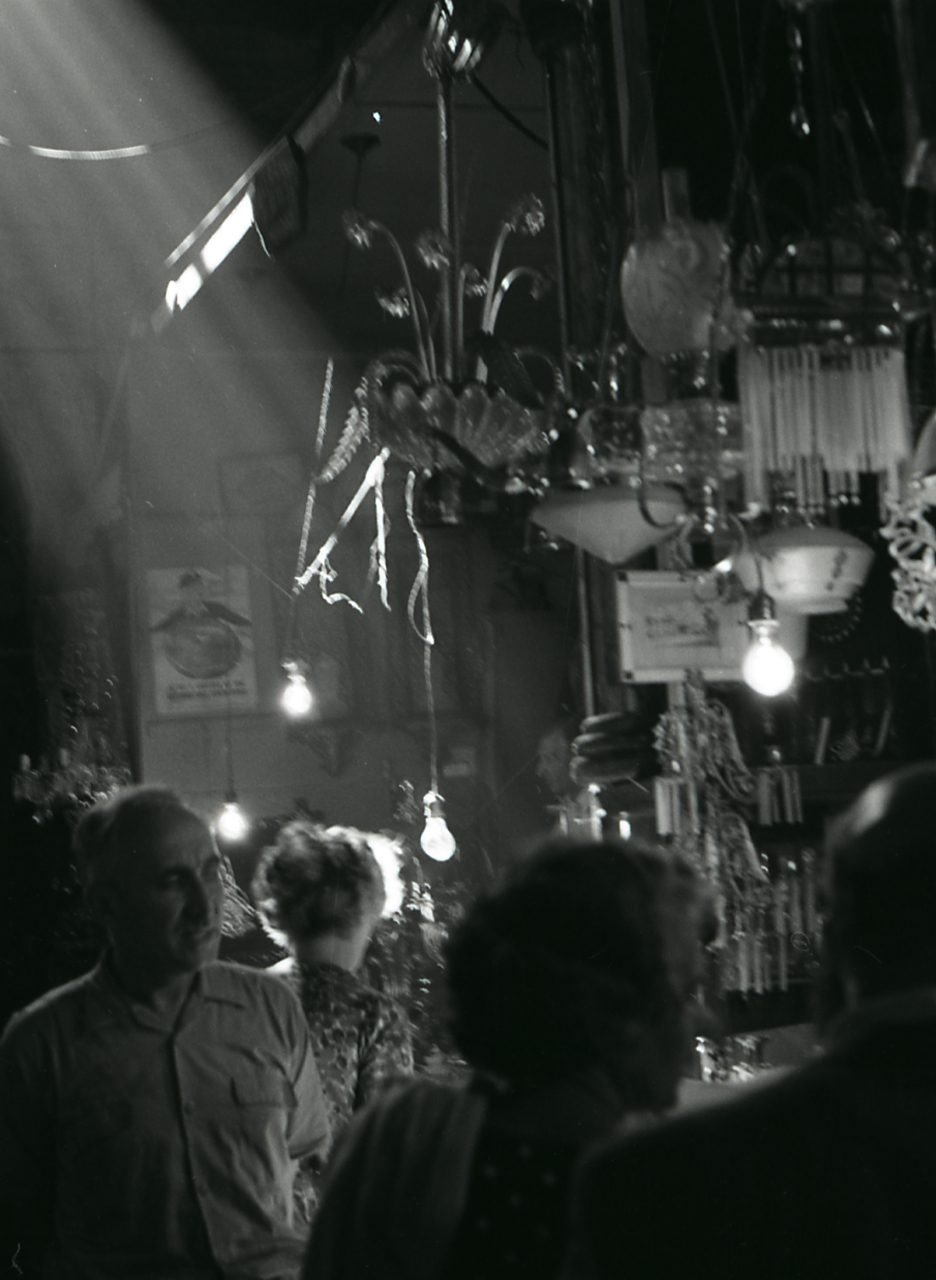
Un bazar turco fotografato da Paolo Monti. Fondo Paolo Monti, BEIC

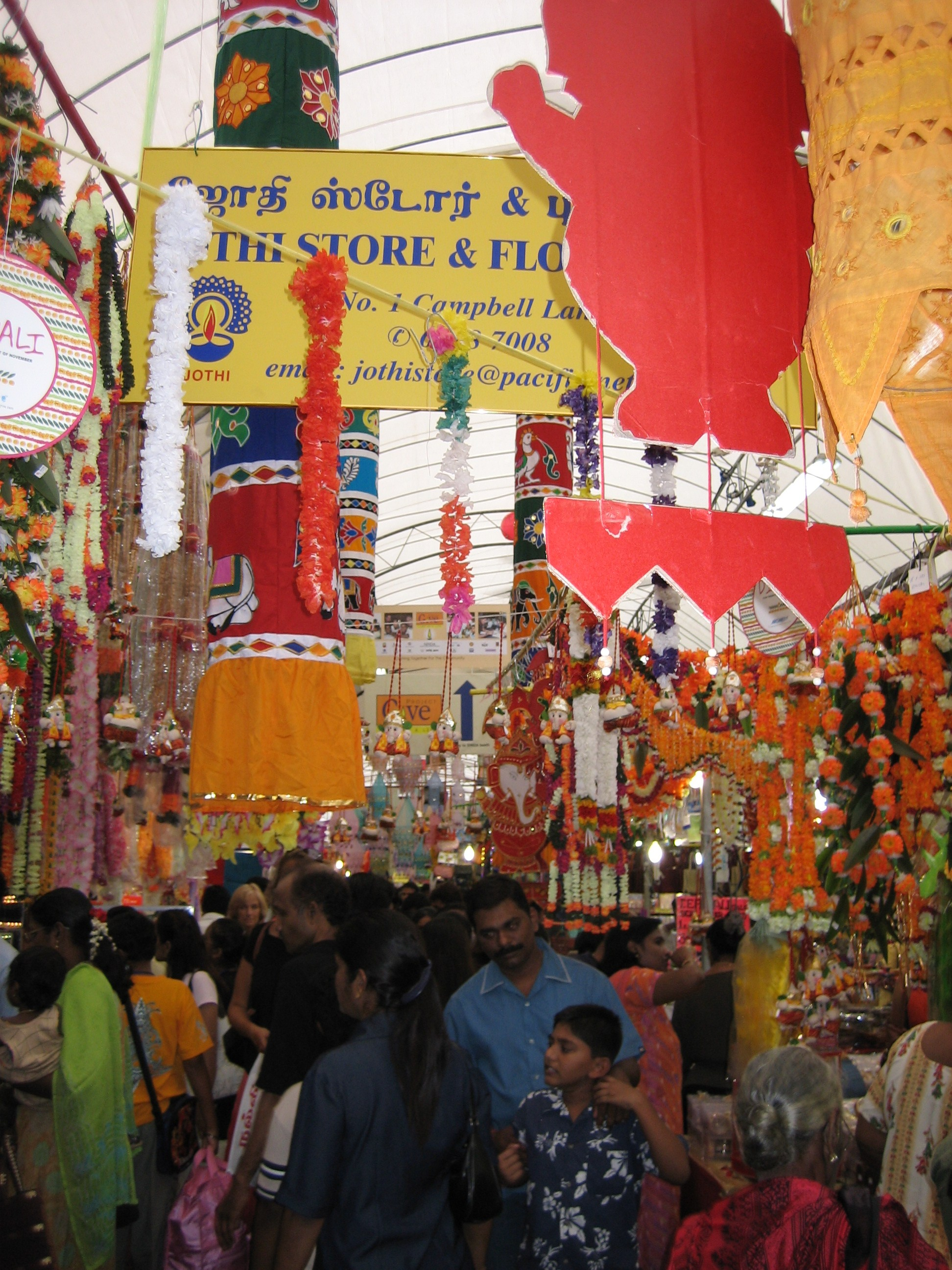
Il Deepavali Bazaar nel quartiere di Little India a Singapore

La parola persiana bāzār ha un'etimologia che risale al periodo del medio-persiano sasanide in cui il sostantivo originario era bahā-chār (in persiano بها چار‎), che significava "il posto dei prezzi". Malgrado si sappia che la parola originaria è persiana, il suo uso si è diffuso ovunque e oggi è accettato nelle varie lingue del mondo. Di fatto è esattamente equivalente al termine arabo suq.

## Storia

### Origini nell'antichità
Lo studioso Mohammad Gharipour ha sottolineato che, nonostante la centralità dei bazar nella storia persiana, si sa relativamente poco a causa della mancanza di prove archeologiche. I documenti storici documentano il concetto di bazar esistente in Iran già nel 3000 a.C., dove alcune grandi città contenevano distretti dedicati al commercio. I dati archeologici suggeriscono anche l'esistenza di distretti di mercato nell'antica Mesopotamia. I centri di mercato devono essere esistiti in Egitto per condurre il commercio internazionale, ma non è stata trovata alcuna prova archeologica al riguardo. Nella Persia achemenide (550-330 a.C.), i documenti indicano che l'artigianato veniva venduto nei mercati vicini a Persepoli. Una rete di bazar era sorta lungo le antiche rotte commerciali delle carovane. I bazar situati lungo queste rotte commerciali formavano reti che collegavano le principali città tra loro e in cui beni, cultura, persone e informazioni potevano essere scambiati. Fonti risalenti alla stessa epoca indicano anche che gli antichi Greci regolavano il commercio nelle aree al centro delle loro città attorno agli edifici stoa. Le idee di pianificazione urbana greca si diffusero in Medio Oriente durante il periodo seleucide, in seguito alle conquiste di Alessandro Magno.
Lo storico greco Erodoto notò che in Egitto i ruoli erano invertiti rispetto ad altre culture e le donne egiziane frequentavano il mercato e svolgevano attività commerciali, mentre gli uomini rimanevano a casa a tessere stoffe.
Il dominio sasanide in Iran fu un periodo importante per lo sviluppo dell'urbanizzazione e del commercio. Nell'Iran sasanide, il bazar era solitamente il cuore di una città o di un paese, dove si espandeva verso l'esterno e influenzava lo sviluppo di altri quartieri. Il bazar solitamente conteneva, o era adiacente a, una piazza all'aperto che fungeva da forum di attività socio-economica.
I bazar erano istituiti nei caravanserragli, luoghi dove una o più carovane arrivavano e rimanevano per riposare e rinfrescarsi. Poiché questo poteva essere poco frequente, i souk spesso si estendevano oltre l'acquisto e la vendita di merci per includere grandi festival che coinvolgevano varie attività culturali e sociali. Ogni bazar può svolgere una funzione sociale come luogo di incontro per le persone, oltre alla sua funzione commerciale.
Nell'Arabia preislamica esistevano due tipi di souk: mercati urbani permanenti e mercati stagionali temporanei. Questi ultimi si tenevano in periodi specifici dell'anno e divennero associati a particolari tipi di prodotti. Suq Hijr in Bahrein era noto per i suoi datteri mentre Suq 'Adan era noto per le sue spezie e profumi. Nonostante la centralità del Medio Oriente nella storia dei souk, si sa relativamente poco a causa della mancanza di prove archeologiche. Tuttavia, fonti documentarie indicano mercati permanenti nelle città già a partire dal 550 a.C.

### Periodo islamico
Secondo le narrazioni musulmane tradizionali, Maometto fondò un mercato (sūq) a Medina poco dopo il suo arrivo durante l'Egira nel 622 d.C. Designò uno spazio aperto e non edificato come area di mercato e proibì sia la costruzione di strutture permanenti sia l'imposizione di tasse in quest'area. 8 anni dopo, si dice che abbia nominato un ispettore di mercato ('āmil 'alā l-sūq), una posizione che probabilmente si è evoluta nel successivo muḥtasib nelle città islamiche, un funzionario incaricato di supervisionare la moralità pubblica e di regolamentare pesi e misure.
Nonostante l'importanza del bazar nella vita economica e la preminenza della terminologia di mercato nel Corano, non si sa molto sulla storia antica dei bazar e rimane un argomento di ricerca in corso. La maggior parte delle strutture commerciali urbane sopravvissute nel mondo islamico risalgono al XVI secolo o più tardi, anche se alcuni caravanserragli urbani conservati (comunemente noti come funduq, khān o wakāla) risalgono a periodi precedenti. Il più antico di questi è il Khan al-Mirjan a Baghdad, costruito nel 1359 come parte di un complesso architettonico più ampio.
Il divieto di Maometto di costruire edifici permanenti e di imporre tasse nel mercato iniziò a essere ignorato già nel periodo omayyade (VII-VIII secolo). I califfi omayyadi Mu'awiya I e Hisham ibn 'Abd al-Malik costruirono entrambi strutture nel mercato di Medina e vi imposero tasse, mentre mercati appositamente costruiti furono costruiti nelle prime città islamiche più lontane come Bassora in Iraq, Fustat in Egitto e Kairouan in Tunisia. Questo processo sembra essersi accelerato in particolare durante il regno di Hisham ibn 'Abd al-Malik (r. 724–743). I mercati che vendevano i beni più importanti o costosi erano solitamente situati vicino alla Moschea-cattedrale. In alcune città, come Il Cairo e Aleppo, il bazar principale era inizialmente concentrato lungo una strada importante e poi progressivamente crebbe e si ramificò nelle strade circostanti.
Durante il periodo islamico in Iran, i bazar si svilupparono lungo le stesse linee di quelli del periodo sasanide. Fino all'XI secolo, il bazar si sviluppò più comunemente nei sobborghi fuori dalle mura cittadine che racchiudevano lo shahristān, la città formale. Ciò era particolarmente vero nell'Asia centrale, sebbene vi fossero eccezioni in alcune regioni in cui il bazar era raggruppato con la cittadella e la Moschea-cattedrale all'interno delle mura cittadine. Dopo l'XI secolo, la crescente importanza dei sobborghi e dei distretti commerciali portò la maggior parte di essi a essere racchiusi all'interno di mura cittadine recentemente ampliate. Dal X secolo in poi, il bazar divenne il centro finanziario di una città e fu fortemente frequentato e sviluppato dalle élite al potere. Anche il raggruppamento di un bazar, una cittadella e una Moschea-cattedrale divenne più comune.
Nel sultanato mamelucco (XIII-XVI secolo) e nell'impero ottomano (XIV-XX secolo), la costruzione di edifici commerciali all'interno e nei dintorni del bazar era spesso sponsorizzata da sultani, élite al potere o membri della famiglia reale ottomana. Le entrate generate da questi edifici erano solitamente destinate a sostenere il mantenimento di complessi religiosi sponsorizzati da questi stessi mecenati, attraverso il quadro giuridico di un waqf (dotazione legale).

### 21° secolo
In Medio Oriente, il bazar è considerato "il cuore pulsante della città e un simbolo dell'architettura e della cultura islamica di grande importanza". Oggi, i bazar sono siti popolari per i turisti e alcuni di questi antichi bazar sono stati elencati come siti patrimonio dell'umanità o monumenti nazionali sulla base del loro valore storico, culturale o architettonico.
La Fes el-Bali, in Marocco, che comprende numerose lunghe strade di mercato (ad esempio Tala'a Kebira) e aree di bazar (ad esempio Kissariat al-Kifah), è stata inserita nell'elenco dei patrimoni dell'umanità dell'UNESCO nel 1981. Il complesso del Bazar di Tabriz, in Iran, è stato inserito nell'elenco dell'UNESCO nel 2010. Il Bazar di Qaisiyariye a Lar, in Iran, è nella lista provvisoria dei patrimoni dell'umanità dell'UNESCO dal 2007. Il Bazar di Kemeraltı a Smirne è stato inserito nella lista provvisoria nel 2020.

## Organizzazione e istituzioni
Fare la spesa in un souk o in un mercato fa parte della vita quotidiana in gran parte del Medio Oriente. I prezzi sono comunemente stabiliti tramite contrattazione, nota anche come mercanteggiamento, tra acquirenti e venditori.
I bazar o souk sono tradizionalmente divisi in sezioni specializzate che trattano specifici tipi di prodotti, ciascuna solitamente ospitata in poche strette vie e chiamata in base al prodotto in cui è specializzata, come il souk dell'oro, il souk dei tessuti, il souk delle spezie, il souk della pelle, il souk dei librai, ecc. Ciò promuove la competizione tra i venditori e aiuta gli acquirenti a confrontare facilmente i prezzi. I commercianti specializzati in ogni commercio erano anche organizzati in corporazioni, che fornivano supporto ai commercianti ma anche ai clienti. I dettagli esatti delle organizzazioni variavano da regione a regione. Ogni corporazione aveva delle regole che i membri dovevano seguire, ma erano abbastanza flessibili da consentire la competizione. Le corporazioni svolgevano anche alcune funzioni simili ai sindacati ed erano in grado di negoziare con il governo per conto dei commercianti o di rappresentare i loro interessi quando necessario.
Sebbene ogni quartiere della città avesse un souk locale che vendeva cibo e altri beni essenziali, il bazar principale era una delle strutture centrali di una grande città, che vendeva beni durevoli, beni di lusso e forniva servizi come il cambio valuta. Le officine in cui venivano prodotti i beni in vendita (nel caso di un commerciante che vendeva prodotti locali) si trovavano solitamente lontano dal souk stesso.
Storicamente, nelle città islamiche, il muḥtasib era il funzionario incaricato di regolamentare e sorvegliare il bazar e altri aspetti della vita urbana. Monitoravano cose come pesi e misure, prezzi, pulizia, rumore e circolazione del traffico, oltre ad essere responsabili di altre questioni di moralità pubblica. Indagavano anche su denunce di imbrogli o sulla qualità dei beni. Il funzionario equivalente poteva essere conosciuto con altri titoli in diverse regioni, come il kedkhoda a Istanbul o l'amir-i bazariyan a Delhi. Nel Maghreb (Africa nord-occidentale), il muḥtasib condivideva anche le responsabilità con altri funzionari come il qadi o l'hakim.

## Layout e architettura
I bazar permanenti vennero istituiti in zone urbane, solitamente all'interno delle mura cittadine e vicino al cuore della città. In gran parte del Medio Oriente e del Nord Africa, il bazar è una rete di spazi interconnessi, tra cui strade ed edifici, con diverse forme architettoniche. I suoi confini non sono nettamente definiti e possono variare a seconda delle circostanze, poiché il bazar è strettamente integrato con i suoi dintorni urbani e con altre importanti istituzioni della città.
Sebbene vi sia una grande varietà tra i bazar di questa regione, vi sono tre elementi ricorrenti, oltre alla rete generale di strade di mercato. Un elemento sono i singoli negozi o bancarelle che costeggiano ogni lato di una strada di mercato. I negozi sono solitamente piccoli spazi aperti sulla strada e occupati dai commercianti. Sono solitamente dotati di grandi saracinesche che possono essere chiuse e bloccate quando il negoziante è assente. Un altro elemento è un'area di mercato più sicura, solitamente situata in posizione centrale e costituita da strade coperte o coperte. Questo complesso è variamente noto come qayṣariyya, bedesten o khān, a seconda della città o del periodo storico. Di solito ospitava i commerci più prestigiosi e redditizi come gioielli, profumi e tessuti. Per proteggere questi beni, gli ingressi a quest'area potevano essere chiusi e bloccati di notte o in caso di pericolo. L'altro elemento ricorrente è la presenza di edifici con cortile a cui si accedeva tramite un'unica grande porta. Spesso tradotto in inglese come caravanserraglio, questo tipo di edificio è noto in diverse regioni come funduq, khān, samsara o wakāla. Potrebbero svolgere una varietà di funzioni, tra cui una locanda per viaggiatori e mercanti, un centro di produzione, un luogo di commercio o un magazzino.
In Iran e in Asia centrale, il bazar permanente si trova anch'esso al centro di una città e ha elementi architettonici comuni. Questi bazar fungevano da centri finanziari della città ed erano tradizionalmente supervisionati dallo Stato. Alcuni bazar iraniani sono organizzati attorno a una lunga strada di mercato da cui si diramano altre strade di mercato (ad esempio a Isfahan o Teheran), mentre altri sono grandi zone rettangolari con una rete a griglia di strade parallele e intersecanti (ad esempio come a Tabriz). Le strade sono fiancheggiate da strutture di uno o due piani che contengono spazi per negozi. Le strade sono tipicamente coperte da volte in mattoni, traforate da lucernari per consentire la circolazione della luce e dell'aria. I negozi sono spesso adiacenti o collegati alle officine dove vengono anche prodotte le merci, così che la produzione e la vendita al dettaglio sono spesso concentrate nelle stesse aree, sebbene una parte della produzione (specialmente di tessuti) fosse distribuita anche in altre parti della città. Come i bazar più a ovest, c'erano anche molti khān (caravanserragli) costruiti nella zona. Essi fungevano da magazzini, centri di produzione, centri all'ingrosso, ostelli per i mercanti e uffici per condurre affari.
Nelle città che si svilupparono sotto l'Impero ottomano, c'era generalmente un'area centrale del bazar, nota in turco come çarşı. Il Gran Bazar di Istanbul, noto localmente come Kapalıçarşı ('mercato coperto'), è un famoso esempio. Inoltre, erano comuni diversi tipi di strutture di mercato: il bedesten, l'arasta e lo han (affine turco di khān). Il bedesten ottomano era un solido edificio in pietra, tipicamente rettangolare e coperto da cupole, con negozi all'interno. Come il qayṣariyya o il bedesten in altre regioni, ospitava i commerci più importanti e lussuosi. L'arasta è solitamente una struttura di mercato allungata o una strada di mercato con negozi che ne fiancheggiano le facciate. Gli Arasta potrebbero essere mercati indipendenti costruiti fuori dall'area principale del bazar, come quelli costruiti come parte di grandi complessi religiosi come il complesso della moschea Selimiye a Edirne o il complesso della moschea Sultanahmet a Istanbul. Anche il Bazar Egiziano o Mısır Çarşısı ('mercato egiziano') a Istanbul è uno degli esempi più grandi e più noti. Lo han è simile nella funzione ad altri khān o caravanserragli altrove, con un cortile racchiuso da due piani. Il piano terra era solitamente utilizzato per lo stoccaggio e per la stalla dei cavalli, mentre il piano superiore ospitava i mercanti.

## Souk temporanei
Un souk temporaneo e stagionale si tiene in un momento stabilito che può essere annuale, mensile o settimanale. I souk più antichi venivano allestiti annualmente ed erano in genere festival generali tenuti fuori dalle città. Ad esempio, il Souk Ukadh si teneva annualmente in epoca preislamica in un'area tra la Mecca e Ta'if durante il mese sacro di Dhu al-Qi'dah. Sebbene fosse un mercato affollato, era più famoso per i suoi concorsi di poesia, giudicati da poeti di spicco come Al-Khansa e Al-Nabigha. Un esempio di souk annuale islamico è Al Mirbid appena fuori Bassora, famoso anche per i suoi concorsi di poesia oltre che per le sue attività di narrazione. I souk temporanei tendevano a diventare noti per specifici tipi di prodotti. Ad esempio, il Suq Hijr in Bahrein era noto per i suoi datteri mentre il Suq 'Adan era noto per le sue spezie e profumi. I cambiamenti politici, economici e sociali hanno lasciato solo i piccoli suk stagionali fuori dai villaggi e dalle piccole città, che vendono principalmente bestiame e prodotti agricoli.
I mercati settimanali hanno continuato a funzionare in tutto il mondo arabo. La maggior parte di essi prende il nome dal giorno della settimana in cui si tengono. Di solito hanno spazi aperti specificamente designati per il loro utilizzo all'interno delle città. Esempi di mercati sopravvissuti sono il mercato del mercoledì ad Amman, specializzato nella vendita di prodotti usati, il mercato Ghazl che si tiene ogni venerdì a Baghdad, specializzato in animali domestici; il mercato Fina' a Marrakech offre spettacoli come canto, musica, acrobati e attività circensi.
Nelle aree tribali, dove operavano i souk stagionali, la neutralità dai conflitti tribali veniva solitamente dichiarata per il periodo di operatività di un souk per consentire lo scambio senza ostacoli di beni in eccedenza. Alcuni dei mercati stagionali si tenevano in periodi specifici dell'anno e divennero associati a particolari tipi di prodotti come il Suq Hijr in Bahrein, noto per i suoi datteri, mentre il Suq 'Adan era noto per le sue spezie e profumi. Nonostante la centralità del mercato mediorientale, si sa relativamente poco a causa della mancanza di prove archeologiche.

## Nell’arte e nella letteratura – Orientalismo
Durante il XVIII e il XIX secolo, gli europei conquistarono e scavarono parti del Nord Africa e del Levante. Queste regioni ora costituiscono quella che viene chiamata Medio Oriente, ma in passato erano note come Oriente. Gli europei spesso vedevano gli orientali come l'opposto della civiltà occidentale; i popoli potevano essere minacciosi: erano "dispotici, statici e irrazionali mentre l'Europa era vista come democratica, dinamica e razionale". Allo stesso tempo, l'Oriente era visto come esotico, misterioso, un luogo di favole e bellezza. Questa fascinazione per l'altro diede origine a un genere di pittura noto come Orientalismo. Una proliferazione sia di narrativa orientale che di scritti di viaggio si verificò durante il primo periodo moderno.

### Oggetto
Molte di queste opere erano riccamente illustrate con incisioni di scene quotidiane di stili di vita orientali, tra cui scene di mercati e commercio di mercato. Gli artisti si concentrarono sulla bellezza esotica della terra: i mercati, le carovane e gli incantatori di serpenti. Anche l'architettura islamica divenne un soggetto preferito. Alcune di queste opere erano propaganda progettata per giustificare l'imperialismo europeo in Oriente, tuttavia molti artisti si affidarono molto alle loro esperienze quotidiane per l'ispirazione nelle loro opere d'arte. Ad esempio, Charles D'Oyly, nato in India, pubblicò le Antichità di Dacca con una serie di 15 tavole incise di Dacca con scene di mercati, commercio, edifici e paesaggi urbani. La società europea generalmente disapprovava la pittura di nudo, ma harem, concubine e mercati di schiavi, presentati come opere quasi documentarie, soddisfacevano i desideri europei per l'arte pornografica. La donna orientale che indossava un velo era un soggetto particolarmente allettante perché era nascosta alla vista, aggiungendo al suo fascino misterioso.

### Artisti orientalisti notevoli
Tra gli artisti degni di nota del genere orientalista si annoverano: Jean-Léon Gérôme (1824-1904), Alexandre-Gabriel Decamps (1803-1860), Frederic Leighton (1830-1896), Eugène Alexis Girardet (1853-1907) e William Holman Hunt (1827-1910), che trovarono tutti ispirazione nelle scene di strada orientali, nel commercio e negli scambi. Il pittore francese Jean-Étienne Liotard visitò Istanbul nel XVII secolo e dipinse pastelli di scene domestiche turche. Il pittore britannico John Frederick Lewis, che visse per diversi anni in una tradizionale villa al Cairo, dipinse opere molto dettagliate che mostravano scene di genere realistiche della vita mediorientale. Edwin Lord Weeks fu un notevole esempio americano di artista e autore del XIX secolo nel genere orientalista. I suoi genitori erano ricchi mercanti di tè e spezie che riuscirono a finanziare i suoi viaggi e il suo interesse per la pittura. Nel 1895 Weeks scrisse e illustrò un libro di viaggi intitolato From the Black Sea through Persia and India. Altri pittori degni di nota del genere orientalista che includevano scene di vita di strada e commercio basato sul mercato nelle loro opere sono Jean-Léon Gérôme, Alexandre-Gabriel Decamps (1803–1860), Frederic Leighton (1830–1896), Eugène Alexis Girardet (1853–1907) e William Holman Hunt (1827–1910), che trovarono tutti ispirazione nelle scene di strada orientali, nel commercio e negli scambi.

### Letteratura orientalista
Una proliferazione sia di narrativa orientale che di scritti di viaggio si verificò durante il periodo moderno.
Molti visitatori inglesi in Oriente scrissero narrazioni sui loro viaggi. La letteratura romantica britannica nella tradizione dell'Orientalismo ha le sue origini all'inizio del XVIII secolo, con le prime traduzioni di The Arabian Nights (tradotto in inglese dal francese nel 1705-08). La popolarità di quest'opera ispirò gli autori a sviluppare un nuovo genere, il racconto orientale. La History of Rasselas, Prince of Abyssinia (1759) di Samuel Johnson è un esempio di metà secolo del genere. I Racconti orientali di Byron sono un altro esempio del genere dell'Orientalismo romantico.
Sebbene queste opere fossero presumibilmente di non-fiction, erano notoriamente inaffidabili. Molti di questi resoconti fornivano descrizioni dettagliate di mercati, scambi e commerci. Esempi di scritti di viaggio includono: Les Mysteres de L'Egypte Devoiles di Olympe Audouard pubblicato nel 1865 e il Road Trip Diary of a Painter in the Atlas and the Anti-Atlas di Jacques Majorelle pubblicato nel 1922.

## Esempi
- Khan el-Khalili del Cairo
- Grande bazar di Teheran
- Bazar di Tabriz
- Bazar di Isfahan
- Grande Bazar d'Istanbul
- Chandni Chowk Bazar di Delhi
- Anarkali Bazar di Lahore
- Bazar della città murata di Lahore
- Hampi Bazaar, il diroccato bazar (XV secolo) di Vijayanagara